# Клизава низбрдица
Клизава низбрдица је логичка грешка која настаје када се тврди како одређени догађаји мора да прати други догађај, а притом се не износи никакав рационални аргумент или доказив механизам који подржава неизбежност тог процеса. Тај наводно неизбежни догађај увек је експлициран и врло опасан и тај податак се користи као аргумент да се не дозволи догађај који претходи.
Скоро увек се у оваквом аргументу наводи више везаних догађаја. Тврди се да први започиње ланац све горих и горих догађаја и тако до оног екстремно опасног. То наликује на ситуацију када се низ стрму и клизаву низбрдицу пусти омањи предмет који онда снажно удари о дно - отуда и назив грешке.
Овакав начин размишљања је погрешан ако нема доказа да ће један догађај заиста пратити други. Ово је нарочито јасно у случајевима када постоји изузетно велики број догађаја у низу између првог и последњег. Додатан је проблем то што с оваквим аргументом се пажња с првог догађаја скреће на последњи хипотетички сценарио. У оваквом случају је грешка типа позивање на страх, као и посебна врста грешке погрешан узрок, јер се тврди да постоји низ недоказивих узрочно-последичких веза.

## Примери
- Стеван наводи шта ће се збити ако дозволимо истополним паровима ступање у брак: сигурно ће следити дозвољавање склапања брака са својим кућним љубимцима, аутомобилима, па чак и са децом.

Ако истополним паровима допустимо ступање не значи да ће брак изгубити своју институционалну вредност. Овај пример је бесмислен исто колико и тврдити супротно: ако истополним паровима забранимо брак, онда након тога сигурно следи потпуна забрана брака.